# Instytut Fizyki Uniwersytetu Opolskiego

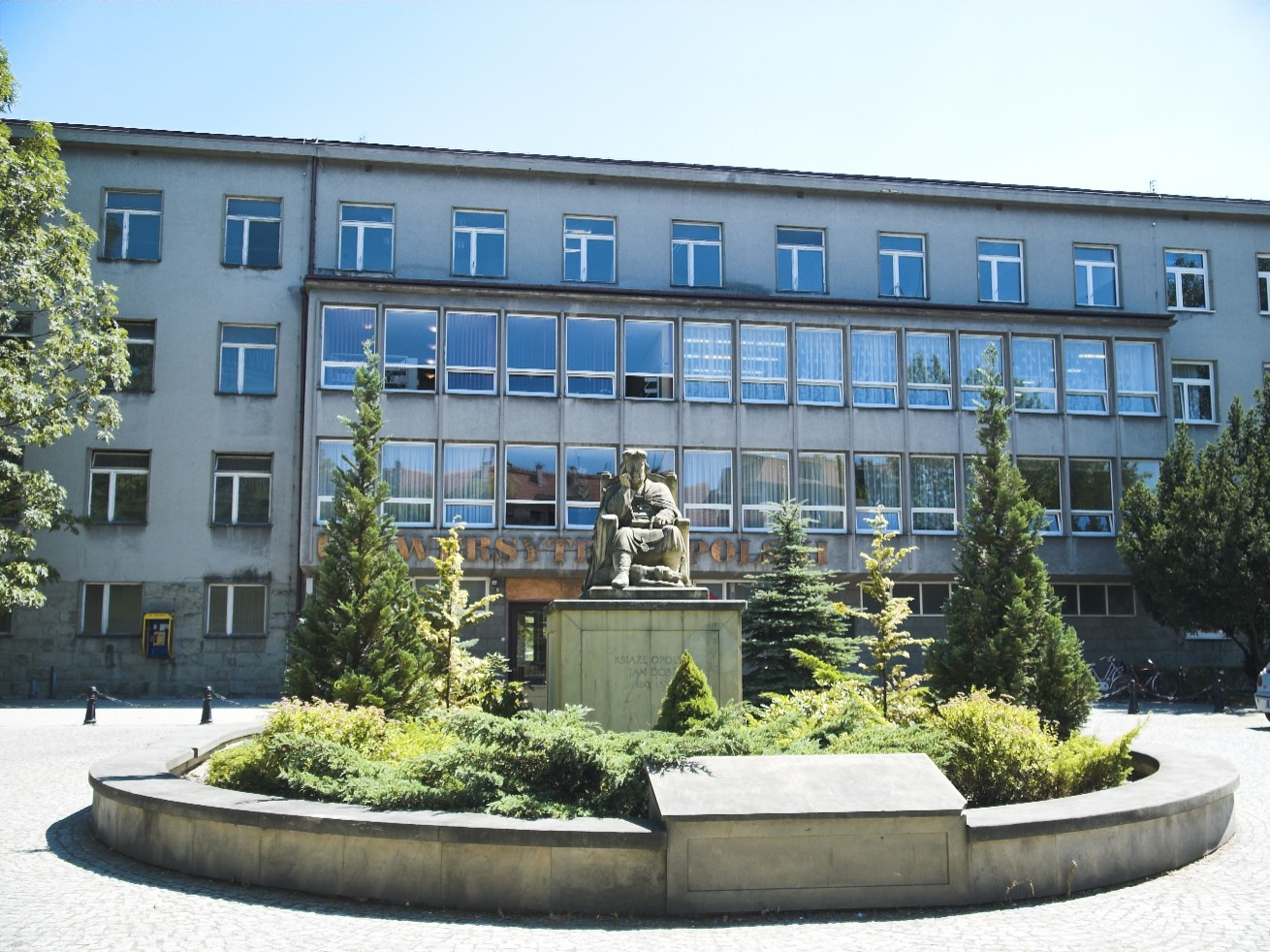
Siedziba Instytutu Fizyki UO przy ul. Oleskiej 48w Opolu

Instytut Fizyki Uniwersytetu Opolskiego (IF UO) – jednostka dydaktyczno-naukowa należąca do struktur Wydziału Matematyki, Fizyki i Informatyki Uniwersytetu Opolskiego. Dzieli się na 3 katedry, 1 zakład i 8 pracowni naukowych. Posiada uprawnienia do nadawania stopnia naukowego doktora. Prowadzi działalność dydaktyczną i badawczą związaną ze spektroskopią atomową, fizyką plazmy i astrofizyką, strukturą elektronowa i atomową fazy skondensowanej, fizyką teoretyczną, biofizyką oraz dydaktyką fizyki. Instytut oferuje studia na kierunku fizyka. Aktualnie w instytucie kształci się studentów w trybie dziennym na studiach I (licencjat lub inżynier), II  (mgr) i III (dr) stopnia   oraz  na  studiach podyplomowych. Jego kadrę naukową tworzy 24 pracowników: 4 profesorów, 5 doktorów habilitowanych, 14 doktorów i 1 magister,    zatrudnia też 5 pracowników naukowo-technicznych. Siedzibą instytutu jest Gmach Główny  Uniwersytetu Opolskiego położony przy ulicy Oleskiej w Opolu, powstały w latach 50. XX wieku. 
Instytut Fizyki Uniwersytetu Opolskiego powstał w 1954 roku jako jeden z pierwszych instytutów w Wyższej Szkole Pedagogicznej w Opolu (od 1994 roku Uniwersytet Opolski), którego twórcami byli naukowcy przybyli w znacznej części z Uniwersytetu Wrocławskiego i Uniwersytetu Jagiellońskiego. Pracownicy naukowi instytutu zajmowali też często najważniejsze stanowiska w hierarchii uniwersyteckiej – rektorów: Antoni Opolski (1959–1961), Józef Musielok (2002–2005) oraz prorektorów: Józef Musielok (1999–2002), wielokrotnie obejmowali też funkcję dziekanów na swoich wydziałach. Instytut początkowo afiliowany był przy Wydziale Matematyczno-Informatycznym, przekształconym następnie w Wydział Matematyki, Fizyki i Chemii, a od reorganizacji struktur uniwersyteckich w 2008 roku przy Wydziale Matematyki, Fizyki i Informatyki.

## Adres
Instytut Fizyki 

Uniwersytetu Opolskiego 

ul. Oleska 48 

45-052 Opole

## Władze (2016-2020)
Dyrektor: prof. dr hab. Piotr Garbaczewski
Zastępca Dyrektora ds. Kształcenia: dr hab. Dariusz Man prof. UO
Pełnomocnik Dyrektora ds. Ogólnych: dr Roman Szatanik

## Historia
Instytut Fizyki Uniwersytetu Opolskiego powstał w 1954 roku jako jeden z pierwszych instytutów w Wyższej Szkole Pedagogicznej w Opolu (od 1994 roku Uniwersytet Opolski), którego twórcami byli naukowcy przybyli w znacznej części z Uniwersytetu Wrocławskiego i Uniwersytetu Jagiellońskiego.

## Kierunki kształcenia
Instytut kształci studentów na kierunku fizyka na następujących specjalizacjach na studiach pierwszego stopnia: 3-letnich licencjackich lub 3,5-letnich inżynierskich:
- fizyka medyczna i biocybernetyka (licencjackie)
- diagnostyka i analityka medyczna (inżynierskie)
- techniki i technologie informacyjne (licencjackie)
- nauczycielska: fizyka i matematyka (licencjackie)
- optyka okularowa z el. optometrii (licencjackie)

Po ukończeniu studiów pierwszego stopnia studenci mogą kontynuować naukę na studiach studiach drugiego stopnia (2-letnich lub 1,5-letnich magisterskich uzupełniających):
- fizyka techniczna
- nauczycielska: fizyka i matematyka

Ponadto instytut prowadzi studia doktoranckie z zakresu fizyki.

## Struktura organizacyjna

### Katedra Astrofizyki i Fizyki Teoretycznej
Pracownicy:
- Kierownik: prof. dr hab. Piotr Garbaczewski
- dr hab. Ryszard Piasecki, prof. UO
- dr hab. Włodzimierz Godłowski
- dr Mariusz Żaba

### Katedra Fizyki Ciała Stałego
Pracownicy:
- Kierownik: prof. dr hab. Włodzimeierz Stefanowicz
- dr hab. Edward Boroński, prof. UO
- dr hab. Valnetyn Laguta, prof. UO
- dr Katarzyna Książek

### Katedra Spektroskopii Plazmy
Pracownicy:
- Kierownik: dr hab. Adam Bacławski
- prof. dr hab. Józef Musielok
- dr hab. Wiesław Olchawa
- dr hab. Ewa Pawelec
- dr Agnieszka Bartecka
- dr Ireneusz Książek
- dr Marcin Witkowski

### Zakład Fizyki Medycznej
Pracownicy:
- Kierownik: dr hab. Dariusz Man, prof. UO
- dr Ryszard Olchawa
- dr Grzegorz Engel
- dr Roman Szatanik
- dr inż. Agata Wójcik
- dr Barbara Pytel

### Zakład Fizyki Fazy Skondensowanej
Pracownicy:
- Kierownik: dr hab. Kazimierz Biedrzycki, prof. UO
- dr hab. Ryszard Pietrzak
- dr Henryk Janus
- dr Katarzyna Książek

### Pracownia Dydaktyki Fizyki
Pracownicy:
- Kierownik: dr Agnieszka Bartecka
- mgr Andrzej Trzebuniak
- mgr Andrzej Wolf

### Pracownia EPR
Pracownicy:
- Kierownik:  dr hab. Dariusz Man, prof. UO
- dr Grzegorz Engel
- mgr Jan Malinowski

### Pracownie dydaktyczne
I pracownia fizyczna
Pracownicy:
- Kierownik: mgr Andrzej Wolf
- dr Agnieszka Bartecka
- mgr Jan Malinowski

II pracownia fizyczna
Pracownicy:
- Kierownik: mgr Jan Malinowski
- dr hab. Adam Bacławski
- mgr inż. Tadeusz Kulig

Pracownia specjalistyczna
Pracownicy:
- Kierownik: dr hab. Ewa Pwelec

Pracownia elektroniki
Pracownicy:
- Kierownik: dr Ryszard Olchawa
- mgr inż. Tadeusz Kulig

Pracownia komputerowa
Pracownicy:
- Kierownik: mgr Marcin Szpanko

Pracownia radioizotopowa
Pracownicy:
- Kierownik: dr Roman Szatanik

Pracownia dydaktyki astronomii
Pracownicy:
- Kierownik: mgr Marcin Szpanko
- dr hab. Włodzimierz Godłowski (koordynator)

## Siedziba
Siedzibą Instytutu Fizyki UO jest Główny Gmach Uniwersytetu Opolskiego, wzniesiony na terenie kampusu uniwersyteckiego, budowany w latach 1958–1060. Poza instytutem w budynku tym mieszczą się także:  Instytut Matematyki i Informatyki oraz Instytut Nauk Pedagogicznych.